# Oberglauheim
Oberglauheim ist ein Ortsteil von Höchstädt an der Donau im Landkreis Dillingen an der Donau (Bayern). 

## Lage
Das Pfarrdorf liegt knapp vier Kilometer nordnordöstlich von Höchstädt auf der Hochterrassenebene. Im Norden berührt der Nebelbach den Ort, ein Zufluss des Klosterbaches.

## Geschichte
Bodenfunde aus der Jungstein- und Bronzezeit bezeugen eine frühe Besiedlung des Gebietes.

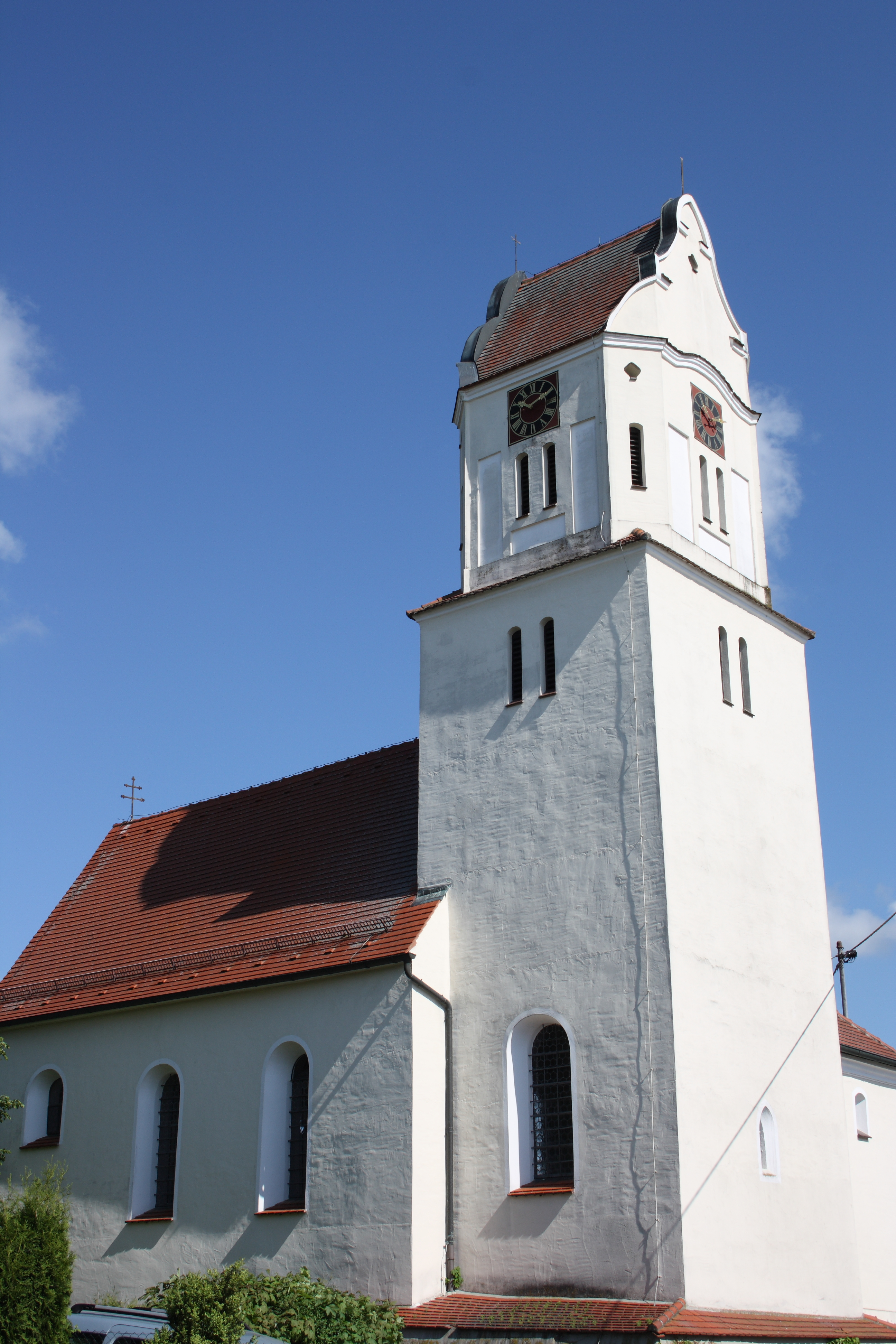
Kirche St. Oswald

Der Ort wird um 1150 als Glaheim erstmals überliefert. Die Unterscheidung zwischen Ober- und Unterglauheim findet sich erstmals im Jahr 1259. Oberglauheim gehörte zur Vogtei Höchstädt und kam durch das konradinische Erbe im Jahr 1268 an das Herzogtum Bayern. Im Jahr 1505 kam der Ort an das neu gebildete Fürstentum Pfalz-Neuburg. Der Grundbesitz war sehr zersplittert, unter anderem hatten das Kloster Kaisheim, das Kloster Reichenau und das Kloster Ursberg Besitz im Ort.
Am 1. Mai 1978 wurde die bis dahin selbständige Gemeinde Oberglauheim im Rahmen der Gemeindegebietsreform nach Höchstädt eingemeindet.

## Sehenswürdigkeiten
- Katholische Filialkirche St. Oswald, im Kern aus dem 13./14. Jahrhundert
- Spätmittelalterliches Sühnekreuz am neuen Friedhof

## Bodendenkmäler
Siehe: Liste der Bodendenkmäler in Höchstädt an der Donau